# Rômulo (football, 1990)
Rômulo Borges Monteiro  est un footballeur brésilien né le 19 septembre 1990 à Picos. Il évolue au poste de milieu de terrain avec le Retrô.

## Carrière
- jan. 2011-2012 : Vasco da Gama ( Brésil)
- 2012-déc. 2016 : Spartak Moscou ( Russie)[1]
- jan. 2017-déc. 2019 : Flamengo ( Brésil)
- 2019 : Grêmio (prêt) ( Brésil)
- depuis jan. 2020 : Shijiazhuang Ever Bright ( Chine)

## Palmarès
- Vainqueur de la Coupe du Brésil en 2011 avec le Vasco da Gama
- Championnat de Russie : 2017